# Cuterebra trigonophora
Cuterebra trigonophora är en tvåvingeart som beskrevs av Brauer 1863. Cuterebra trigonophora ingår i släktet Cuterebra och familjen styngflugor. Inga underarter finns listade i Catalogue of Life.